# Algar (Cadis)
Algar és una localitat de la província de Cadis, Andalusia, Espanya.L'any 2006 tenia 1.644 habitants. La seva extensió superficial és de 27 km² i té una densitat de 60,9 hab/km². Les seves coordenades geogràfiques són 36° 39′ N, 5° 39′ O. Està situada a una altitud de 212 metres i a 87 kilòmetres de la capital de la província, Cadis.